# Thewellen
Thewellen, 1938–1945 Tewellen, litauisch Tėveliai, ist eine Wüstung auf dem Gebiet des Rajons Slawsk in der russischen Oblast Kaliningrad im ehemaligen Ostpreußen.

## Geographische Lage
Die Landgemeinde Thewellen grenzte nördlich und östlich an die bis 1932 bestehenden Landgemeinde Derwehlischen, die heutige Siedlung Rasliw.

## Geschichte
Der kleine einst Thewellen genannte Ort war um 1785 ein Bauerndorf und wurde 1874 als Landgemeinde in den Amtsbezirk Spucken (der Ort hieß zwischen 1938 und 1945: Stucken, heute russisch: Jasnopoljanka) integriert, der zum Kreis Heydekrug im Regierungsbezirk Gumbinnen der preußischen Provinz Ostpreußen gehörte. Nach der Abtrennung des Memellandes vom Deutschen Reich infolge des Ersten Weltkrieges gelangte der Ort 1922 mit dem Amtsbezirk in den Kreis Niederung (er hieß ab 1939: Kreis Elchniederung) mit Sitz in Heinrichswalde (heute russisch: Slawsk).
Im Jahre 1910 waren in Thewellen 134 Einwohner gemeldet. Ihre Zahl stieg bis 1925 auf 184, betrug 1933 noch 157 und belief sich 1939 noch auf 138. Am 3. Juni – offiziell bestätigt am 16. Juli – im Jahre 1938 wurde die Namensschreibweise in „Tewellen“ verändert.
In Kriegsfolge kam der Ort 1945 mit dem nördlichen Ostpreußen zur Sowjetunion. Er wurde dort nicht mehr umbenannt. Ob er zunächst noch wiederbesiedelt wurde, ist unbekannt.

## Kirche
Die Bevölkerung Thewellens resp. Tewellens war vor 1945 fast ausnahmslos evangelischer Konfession. Das Dorf gehörte zum Kirchspiel der Kirche Schakuhnen (der Ort hieß zwischen 1938 und 1945: Schakendorf, heute russisch: Lewobereschnoje), die dem Kirchenkreis Niederung in der Kirchenprovinz Ostpreußen der Kirche der Altpreußischen Union zugeordnet war. Heute liegt Rasliw im Einzugsbereich der in den 1990er Jahren neu entstandenen evangelisch-lutherischen Kirchengemeinde in Slawsk (Heinrichswalde) innerhalb der Propstei Kaliningrad (Königsberg) der Evangelisch-lutherischen Kirche Europäisches Russland.